# Cosmarium obtusum
Cosmarium obtusum là một loài Song tinh tảo trong họ Desmidiaceae, thuộc chi Cosmarium.